# Травное (Кировская область)
Травное — деревня в Белохолуницком районе Кировской области России. Входит в состав Белохолуницкого городского поселения. Код ОКАТО — 33205501008. Код ОКТМО — 33605101136.

## География
Деревня находится на северо-востоке центральной части Кировской области, в юго-западной части Белохолуницкого района, на берегу Белохолуницкого пруда. Абсолютная высота — 148 метров над уровнем моря.
Расстояние до районного центра (города Белая Холуница) — 3 км.

## Население
По данным Всероссийской переписи, в 2010 году постоянное население в деревне отсутствовало.